# Phylica rubra
Phylica rubra är en brakvedsväxtart som beskrevs av Carl Ludwig von Willdenow, Johann Jakob Roemer och Schult.. Phylica rubra ingår i släktet Phylica och familjen brakvedsväxter. Inga underarter finns listade i Catalogue of Life.